# イエスの聖心大聖堂

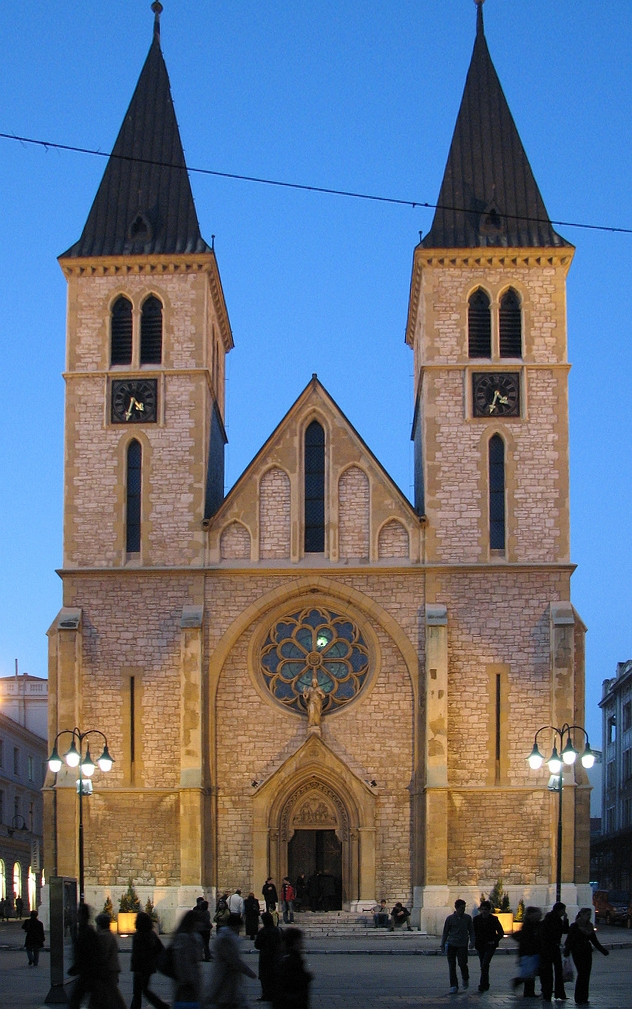
イエスの聖心大聖堂

イエスの聖心大聖堂（ボスニア語・クロアチア語: Katedrala Srca Isusova）は、ボスニア・ヘルツェゴビナのサラエヴォにあり、ボスニア・ヘルツェゴビナで最大のカトリック教会の大聖堂である。サラエヴォ大聖堂とも通称される。カトリック教会のヴルフボスナ（Vrhbosna）大司教座の大聖堂である。1994年11月26日から、ヴィンコ・プリッチ（Vinko Puljić）が大主教となっている。大聖堂はサラエヴォのスタリ・グラードにあり、町のカトリック信仰の中心となっている。
イエスの聖心大聖堂はイエスの聖心を称えて建てられた。建築家のヨシップ・ヴァンツァシュ（Josip Vancaš）がパリのノートルダム大聖堂をモデルにゴシック・リヴァイヴァル建築を用いてデザインした。建造は1884年8月25日に始まり、1889年の8月に完了した。聖別は、ドゥブロヴニク主教によって行われた。
大聖堂は、ボスニア・ヘルツェゴビナ紛争のサラエヴォ包囲において激しく損害を受けたものの、全壊は免れた。また、損害部分は終戦後に修復されている。大聖堂はサラエヴォの象徴として用いられ、入り口の上の窓のデザインは、サラエヴォ県の県旗と県章に、ロマネスク風の2本の塔はサラエヴォの市旗と市章に表されている。

サラエヴォ県の県章
サラエヴォの市章